# Виржинал
Виржина̀лът е клавирен музикален инструмент от семейството на клавесина. Виржиналът се радва на голяма популярност в Северна Европа (най-вече Нидерландия, Англия) и Италия от 15-и до 17 век.
Инструментът, подобно на клавикорда, спинета и клавесина, произхожда от средновековния псалтериум, на който е добавена клавиатура. Механизмът на действие е прост и сходен с този на клавесина – на края на всеки клавиш има плектрум, който при натиск закача струната и произвежда звук. Основната разлика с останалите инструменти от този тип е в звукоизвличането – контактът на плектрума се осъществява по средата на струната, а не в края, което е причина звукът да е по-рязък и по-богат от този на спинета например. Тоновият обем обикновено е до 4 октави. Струнната кутия е разположена паралелно на клавиатурата. Инструментът се отличава с правоъгълна форма, а повечето екземпляри са конструирани без крака и се поставят на маса.
Първото споменаване на инструмента е около 1460 година. Според описание от тази епоха, "инструментът се нарича виржинал, тъй като, подобно на девица, [от латински virgo – девица] той звучи с нежен и постоянен тон". Виржиналът набира голяма популярност след 1500 година в Англия, особено по време на Елизабетинската епоха. В Ниските земи инструментът се нарича мюзелар и се отличава с клавиатура, поставена вдясно. Към 17 век започва да отмира и бива изместен от спинета в Англия и клавикорда в Германия.
Произведения специално за този инструмент са писани от Уилиам Бърд, а около 300 пиеси от различни английски композитори са събрани в т.нар. „Книга на Фицуилиам за виржинал“.